# Shinkansen-Baureihe 700
Die Shinkansen-Baureihe 700 (jap. 新幹線700系電車, Shinkansen 700-kei densha) ist ein japanischer Hochgeschwindigkeitszug. Der von JR Central und JR West gemeinsam entwickelte Zug bietet gegenüber der Shinkansen-Baureihe 300 einen besseren Fahrkomfort, ist aber verglichen mit der leistungsstärkeren Shinkansen-Baureihe 500 kostengünstiger. Von der Baureihe 700 wurden nach dem Vorserienzug C0 die drei Varianten C, B und E in Dienst gestellt, um die Baureihe 0 und Baureihe 100 zu ersetzen.

## Varianten

### Vorserienzug C0
Der 16-teilige Vorserienzug der Baureihe 700-9000 wurde am 28. September 1997 zur JR Central geliefert und bis Dezember 1998 erprobt. Dabei legte er rund 400.000 Kilometer zurück. Bei der Testfahrt fuhr der Zug mit einer Fahrgeschwindigkeit von bis 300 km/h auf dem Tōkaidō-Shinkansen sowie bis 310 km/h auf dem San’yō-Shinkansen. Um die Variante E herzustellen, wurde der Zug auch als 8-teiliger Zug umgebaut und geprüft. Nach Abschluss der Erprobung wurde der Zug bis zum 28. September 1999 der späteren Serienausführung angepasst und seit Oktober 1999 als Garnitur C1 in Betrieb genommen.

### Variante C
Die 16-teiligen Züge der Variante C wurden von JR Central bestellt und zwischen 1999 und 2005 abgeliefert. Sie wurden zuerst für die Nozomi-Züge zwischen Tokio und Hakata eingesetzt. Der kommerzielle Einsatz begann am 13. März 1999 mit täglich drei Zugpaaren. Mit der Auslieferung weiterer Züge wurde seit dem Jahr 2000 auch die langsamere Zuggattung Hikari mit der Baureihe 700 bedient. Seit 2009 wurden keine Züge mehr als Nozomi eingesetzt, weil diese Dienste von der mit Neigetechnik ausgerüsteten Baureihe N700 übernommen wurden. Im März 2020 wurde auch die letzte Garnitur von der Baureihe N700 abgelöst und die Baureihe 700 vollständig von der Tōkaidō-Shinkansen abgezogen.
Die Beschleunigung der Züge war lange Zeit durch die Zugsicherung auf 0,44 m/s² begrenzt. Erst ein zwischen Oktober 2008 und Juni 2009 ausgeführter Umbau ermöglichte die Ausnutzung der technisch maximal möglichen Beschleunigung von 0,56 m/s².

Der erste Zug der Variante C bei der Ausfahrt aus dem Bahnhof Maibara
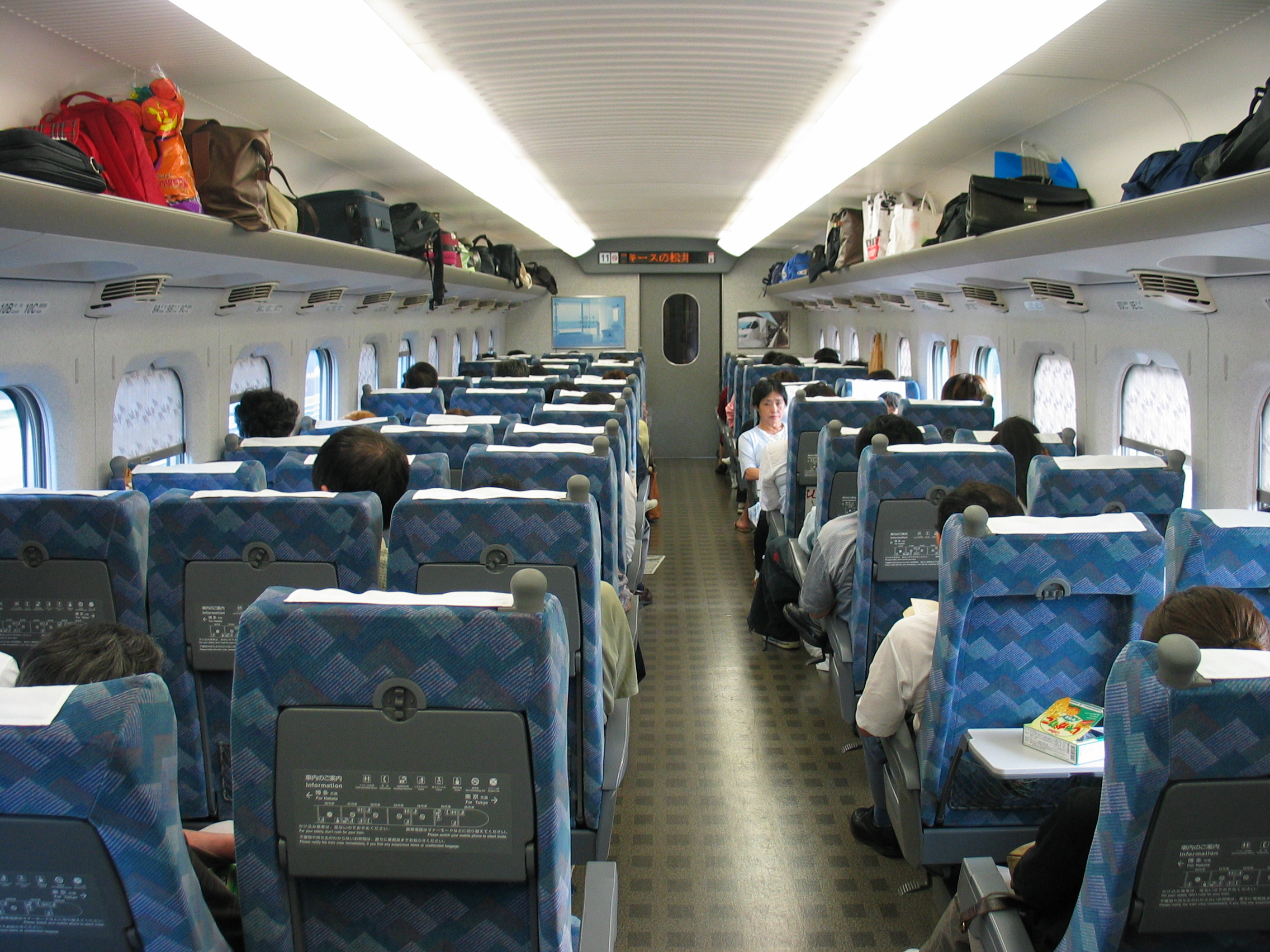
Innenansicht eines Wagens mit nicht-reservierbaren Sitzplätzen

### Variante E
Die 8-teiligen Züge der Variante E werden von JR West für die im Jahr 2000 eingeführte Zuggattung Hikari Rail Star auf der Strecke Osaka - Hakata eingesetzt. Drei Wagen verfügen über nicht-reservierbare Sitzplätze, die restlichen Wagen sind Reisenden mit reservierten Sitzplätzen vorbehalten. In Wagen 2 und Wagen 6 ist Rauchen erlaubt. Seit 2020 ist die Variante E die einzige, die sich im regelmäßigen Einsatz befindet.

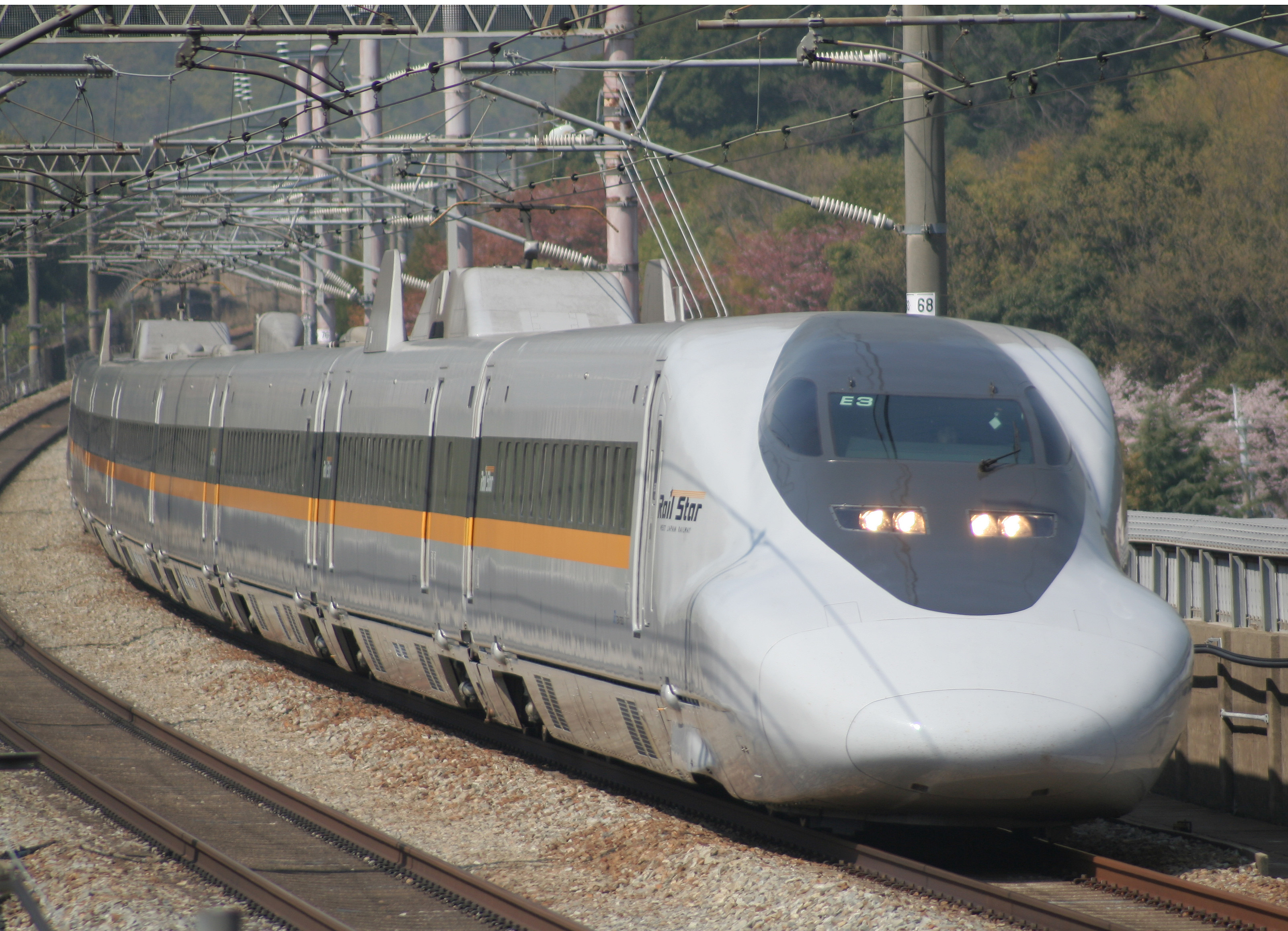
Zug der Variante E im Hikari Rail Star Design, April 2009
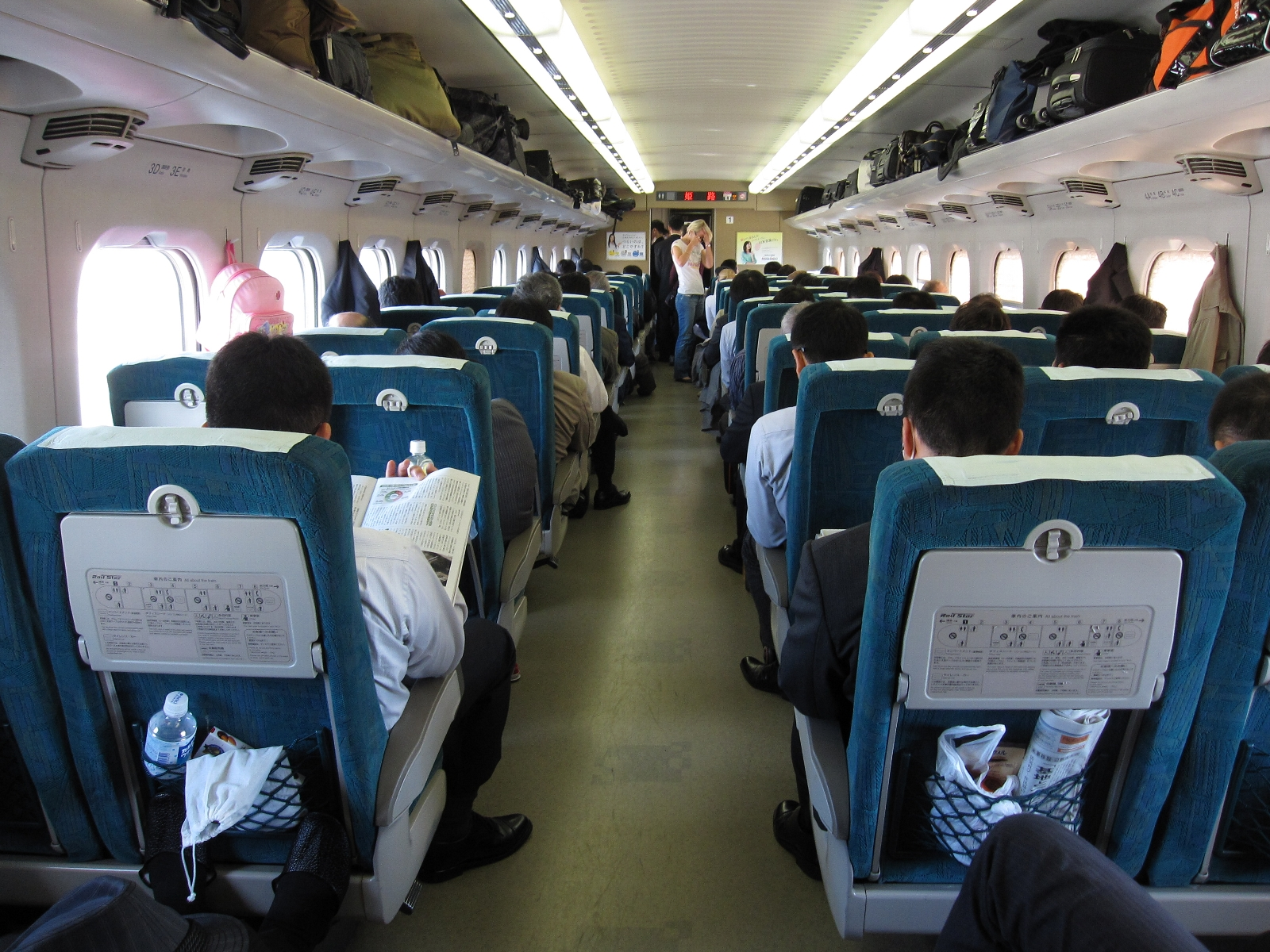
Innenansicht Wagen 1 mit nicht-reservierbaren Sitzplätzen
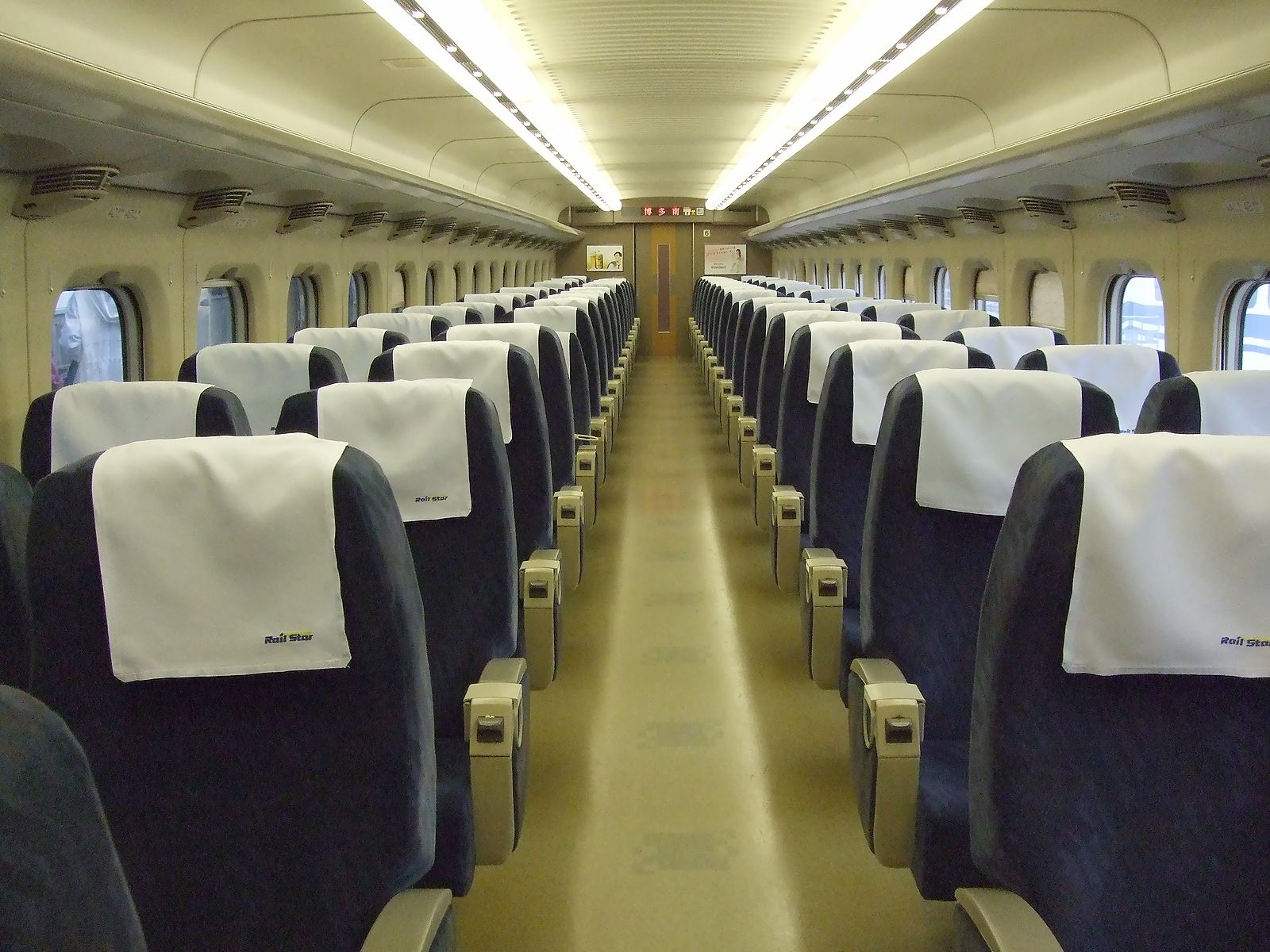
Innenansicht Wagen 6 mit reservierbaren Sitzplätzen
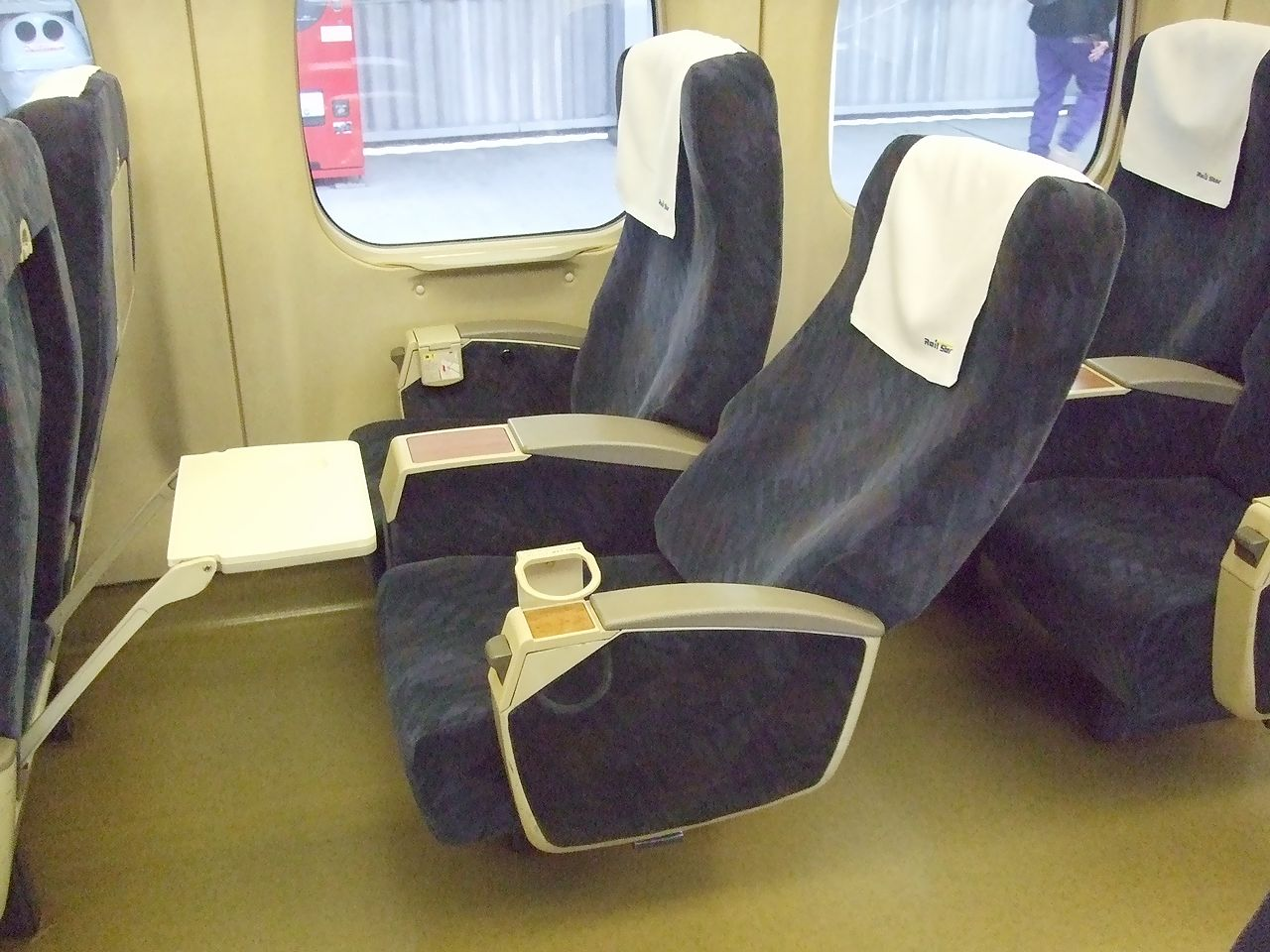
Sitzgruppe in Wagen 6

### Variante B
Die 16-teiligen Züge der Variante B wurden von JR West beschafft. Sie wurden von 2002 bis 2020 im Hikari-Dienst verwendet, wo sie die Züge der Shinkansen-Baureihe 100 ablösten.

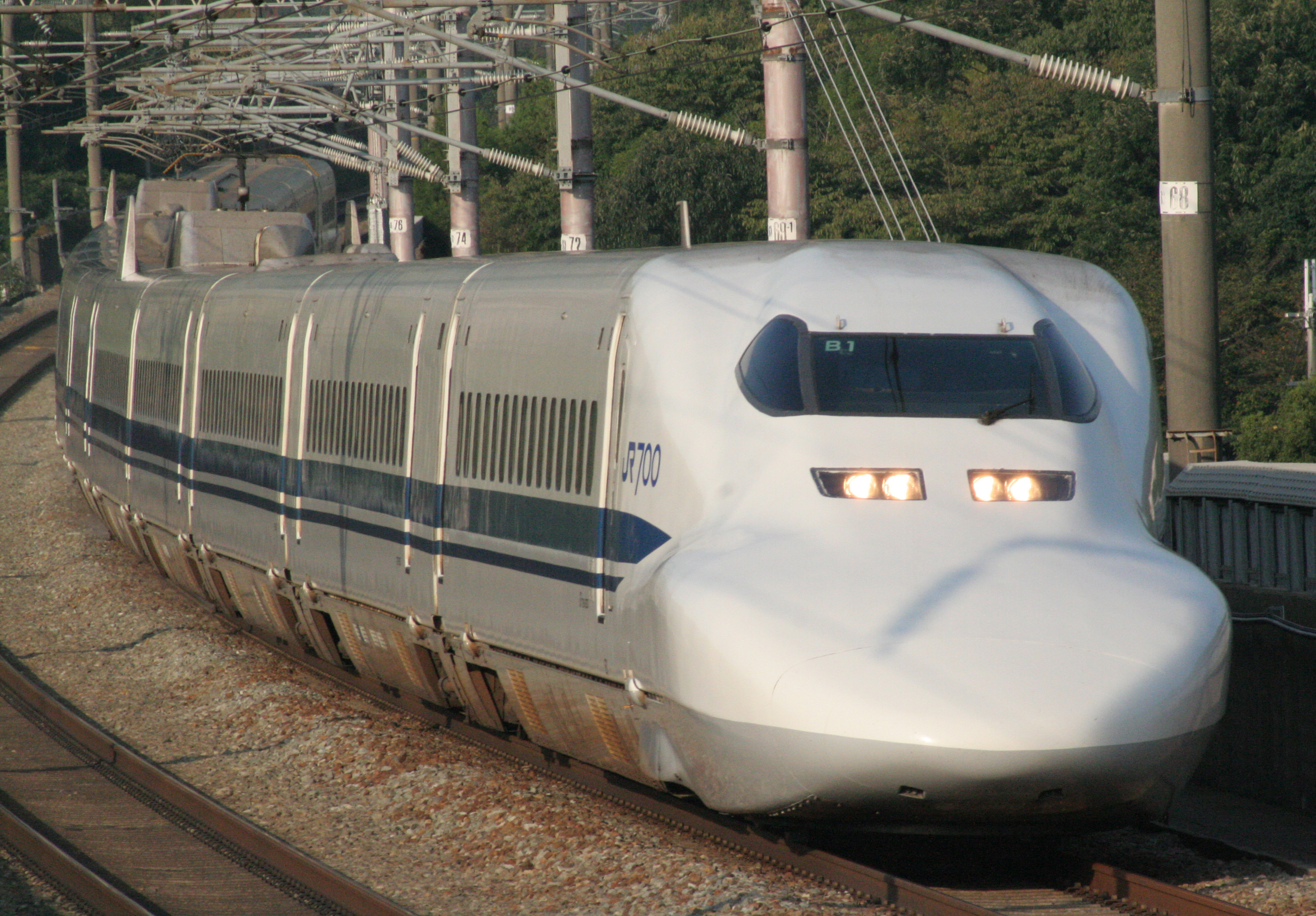
Zug der Variante B
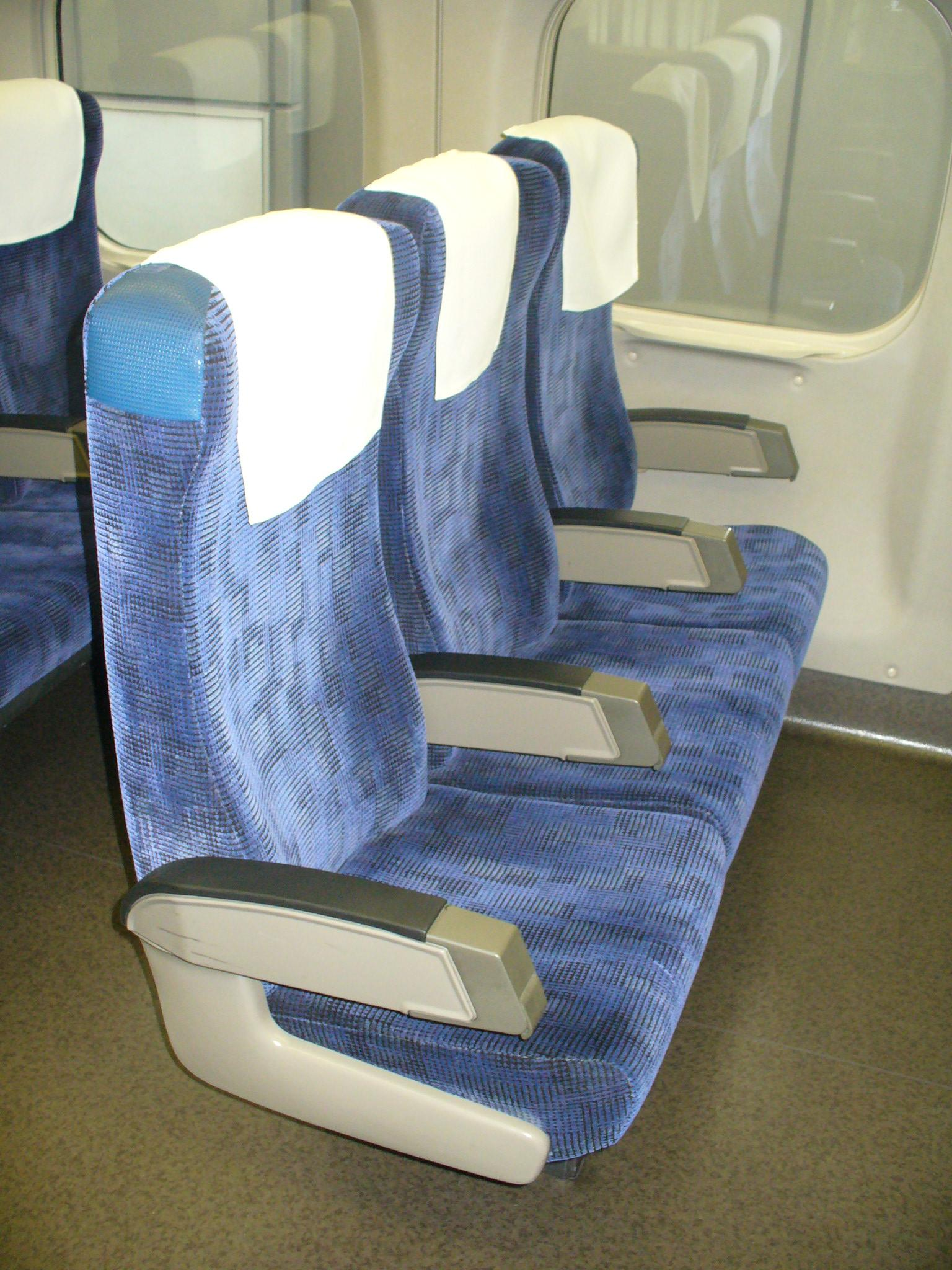
Sitzgruppe der zweiten Klasse
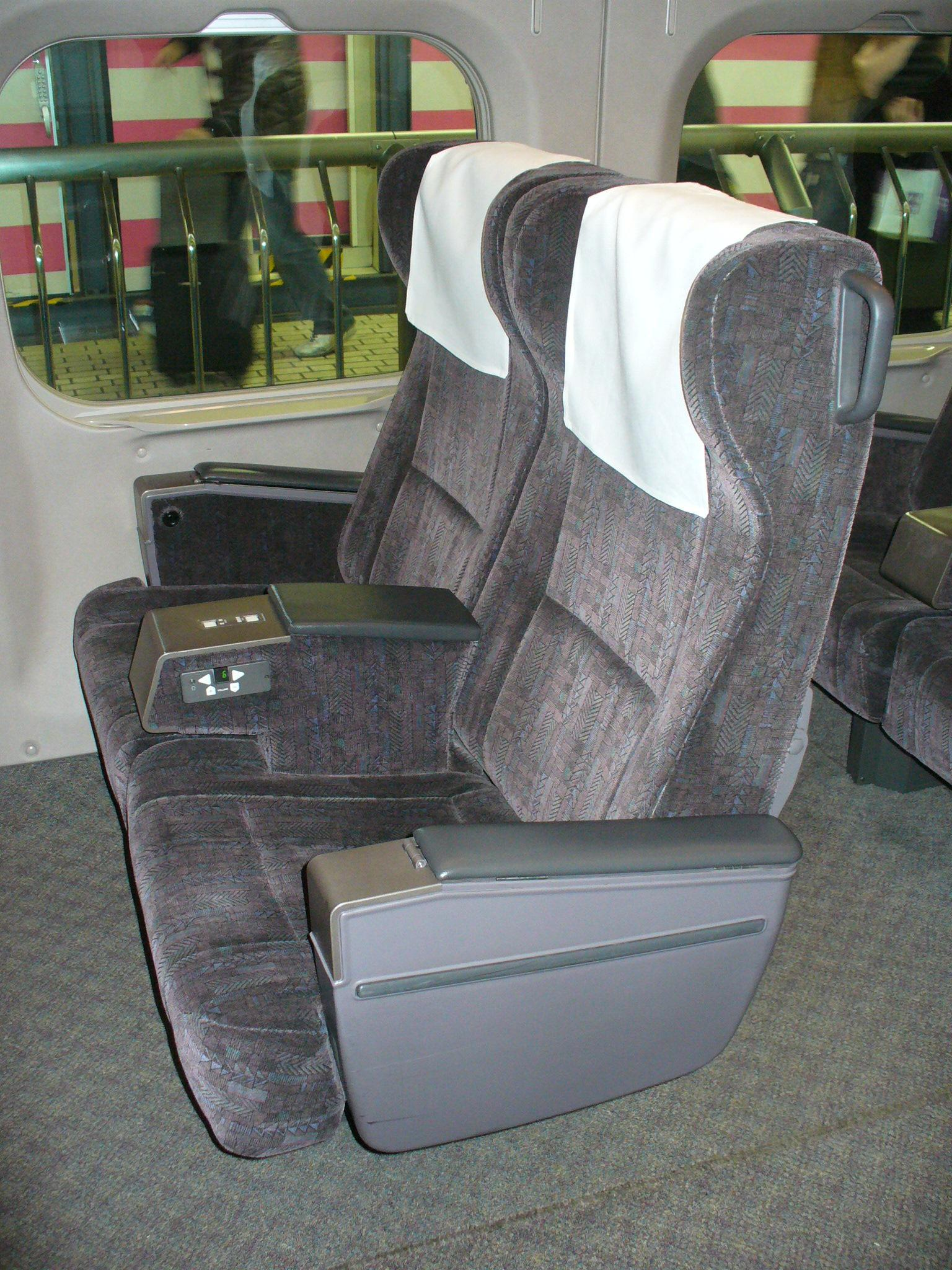
Sitzgruppe der ersten Klasse Green Car

### Variante 700T
Für den Betrieb in Taiwan bei Taiwan High Speed Rail wurde aus der Baureihe 700 eine als Baureihe 700T bezeichnete Variante abgeleitet. Wie bei den japanischen Vorgängern sind drei Viertel der Wagen mit je vier Motoren angetrieben. Die Leistung wurde jedoch auf 285 kW erhöht. Der erste Zug wurde Anfang 2004 vorgestellt und am 18. Mai 2004 von Kōbe Richtung Taiwan verschifft. Die 30 zwölfteiligen Züge verfügen über 3+2-Bestuhlung mit 989 Sitzplätzen, darunter 66 in der ersten Klasse.

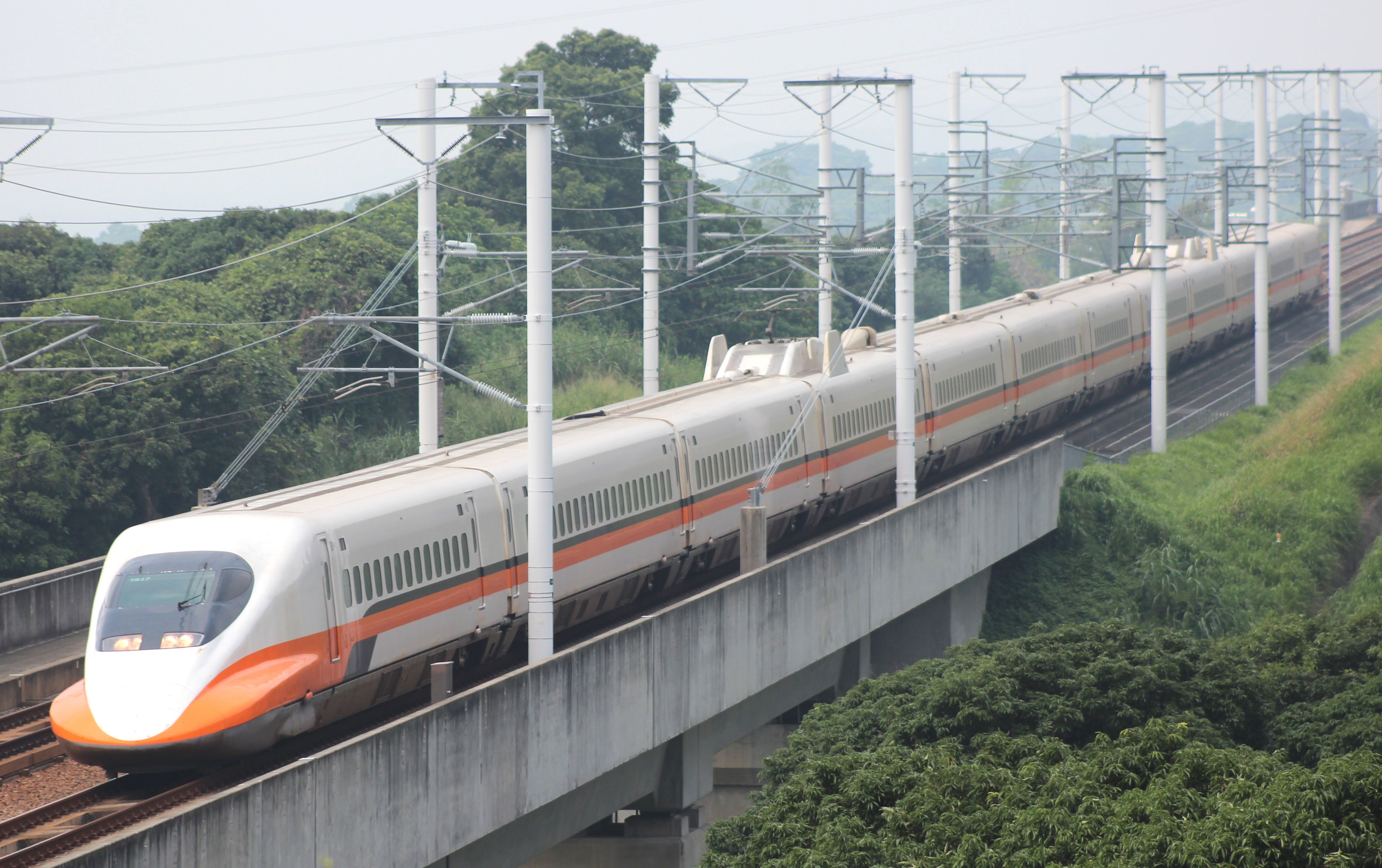
Zug der Variante T
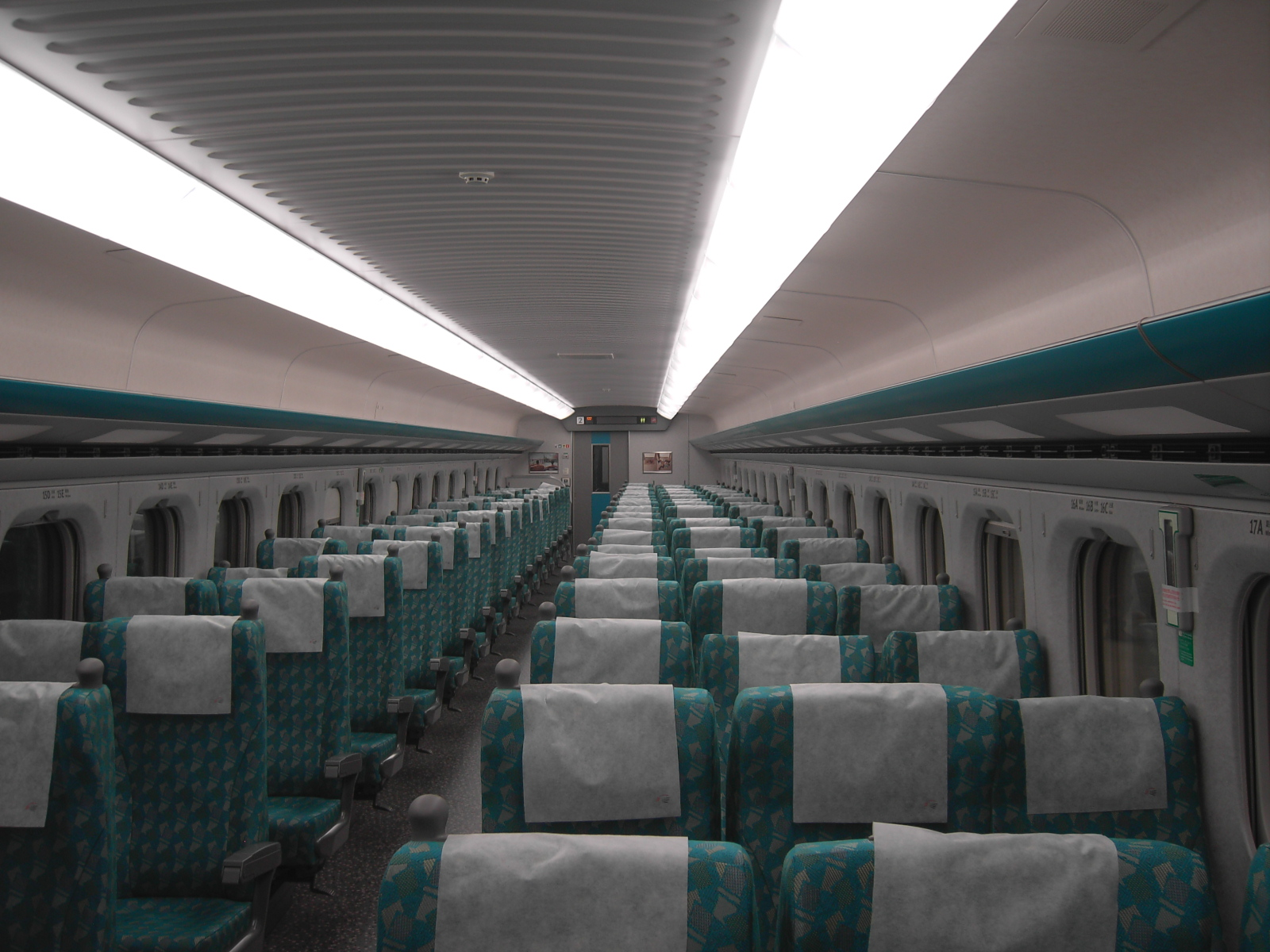
Innenraum

## Technik
Die 16-teiligen Triebzüge der Varianten B und C waren aus insgesamt zwölf angetriebenen Mittelwagen sowie aus je zwei antriebslosen End- und Mittelwagen zusammengestellt. Alle Varianten erreichen eine Anfahrbeschleunigung von 2 km/h pro Sekunde (= 0,56 m/s²). Die im Leichtbau konzipierten Züge weisen eine Radsatzlast von 11,39 t auf. Mit der aerodynamisch gestalteten Kopfform konnte der Luftwiderstand gegenüber der Serie 300 um rund 15 Prozent reduziert werden, der Energieverbrauch wurde um rund acht Prozent gesenkt.
Die 8-teiligen Triebzüge der Variante E bestehen aus sechs angetriebenen Mittelwagen und den beiden antriebslosen Endwagen.
Im Gegensatz zur langen spitz zulaufenden Kopfform der Baureihe 500 wurde für die Baureihe 700 eine kürzere, an einen Entenschnabel erinnernde Kopfform verwendet. Die bezüglich des Tunnelknalls gleichwertige Form stellt mehr nutzbaren Innenraum in den Endwagen zur Verfügung.
Gegenüber der Baureihe 300 wurde der Innenraum großzügiger gestaltet. Dabei wurde der Mittelgang von 57 cm auf 60 cm verbreitert und die Decke von 2135 auf 2200 mm erhöht.

## Beschaffungspreis
Ein 16-teiliger Zug der Baureihe 700 kostete ungefähr 4 Milliarden Yen, was ca. 20 % weniger ist als bei der Baureihe 500.

## Erhaltene Exemplare
- 723-9001 (Ex-Prototyp C1) im SCMaglev and Railway Park in Nagoya, Präfektur Aichi.[13]